# Fertőújlak
Fertőújlak ist ein Ortsteil der ungarischen Gemeinde Sarród, die im Kreis Sopron im Komitat Győr-Moson-Sopron liegt. Im Jahr 2011 gab es in Fertőújlak 83 Häuser und 121 Einwohner.

## Geographische Lage
Fertőújlak liegt ungefähr sieben Kilometer nördlich von Sarród am südöstlichen Rand des Neusiedler Sees unmittelbar an der Grenze zu Österreich, die den Ort im Westen, Norden und Osten umgibt. Vier Kilometer östlich liegt das österreichische Pamhagen.

## Geschichte
Der Ort trägt den Namen Fertőújlak erst seit 1970, vorher hieß er Mekszikópuszta. Im Jahr 1913 gab es in Mekszikópuszta 204 Einwohner. Der Ort gehörte zu dieser Zeit zur Großgemeinde Pomogy im Bezirk Nezsider im Komitat Moson.

## Sehenswürdigkeiten
- Nationalpark Fertő-Hanság
- Naturlehrpfad Sziki Őszirózsa tanösvény

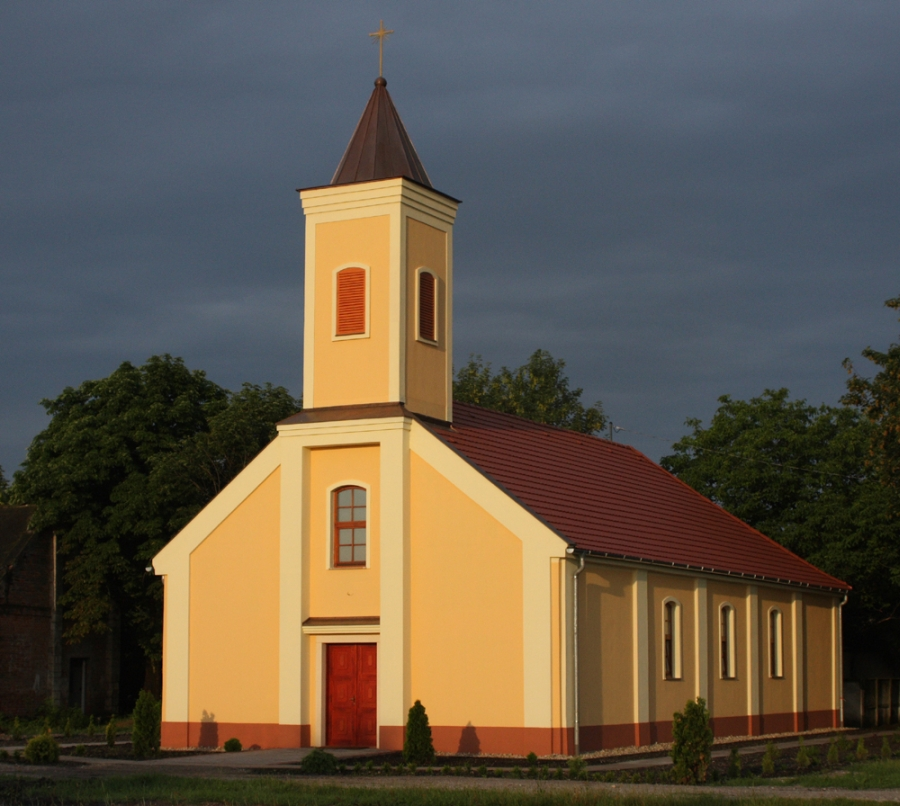
Römisch-katholische Kirche Világ Királynője
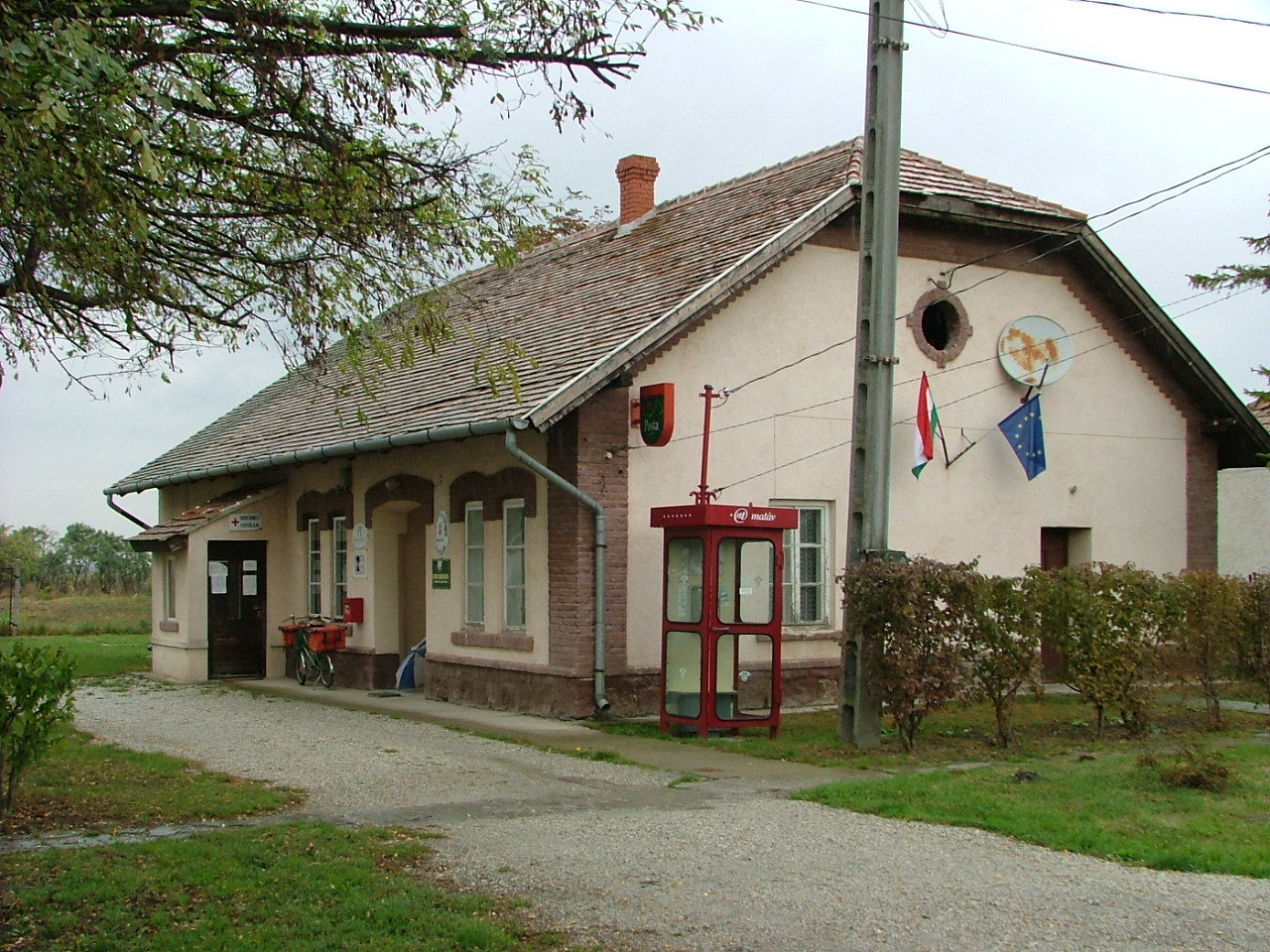
Ortszentrum
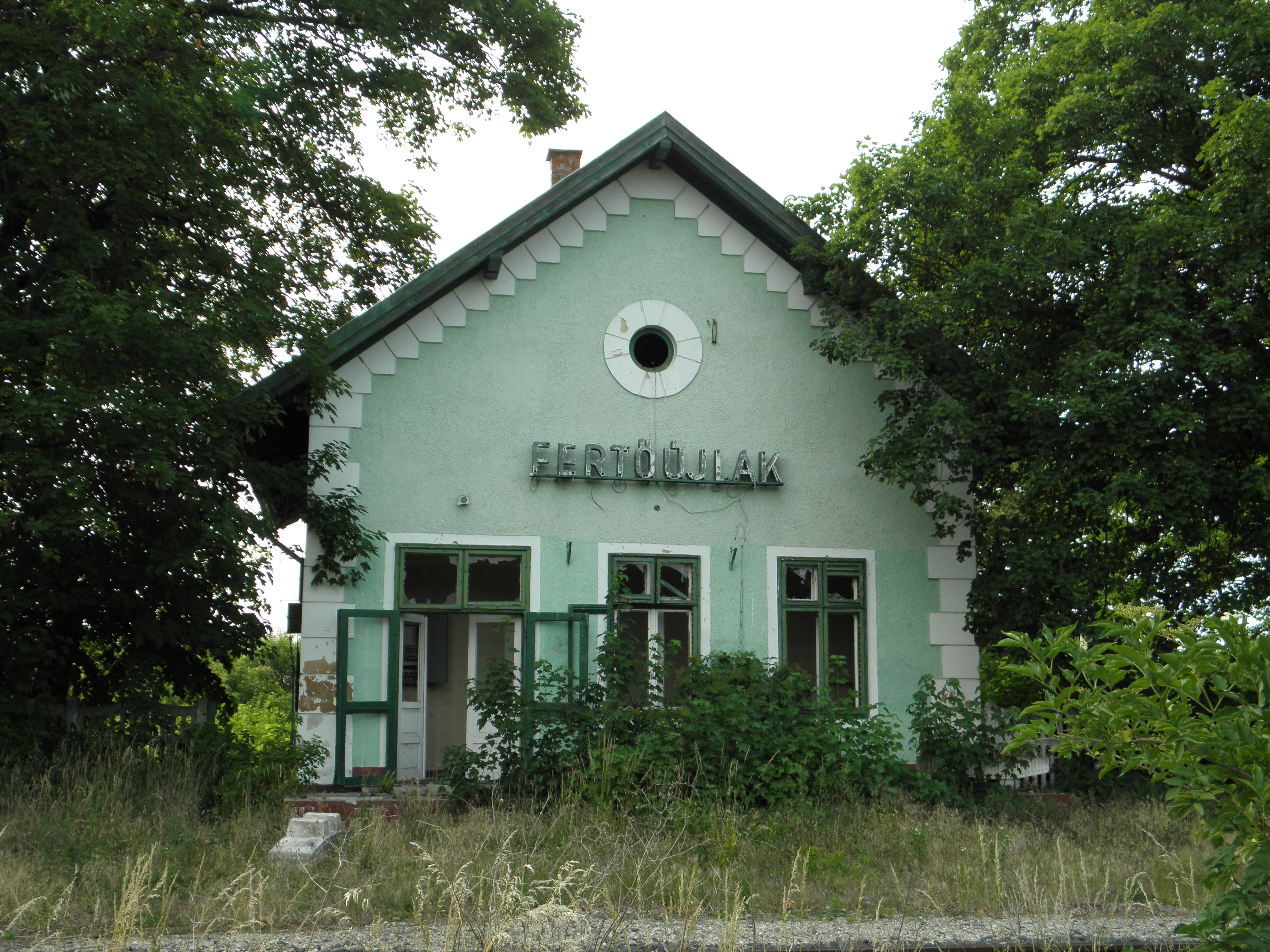
Ehemaliger Bahnhof von Fertőújlak
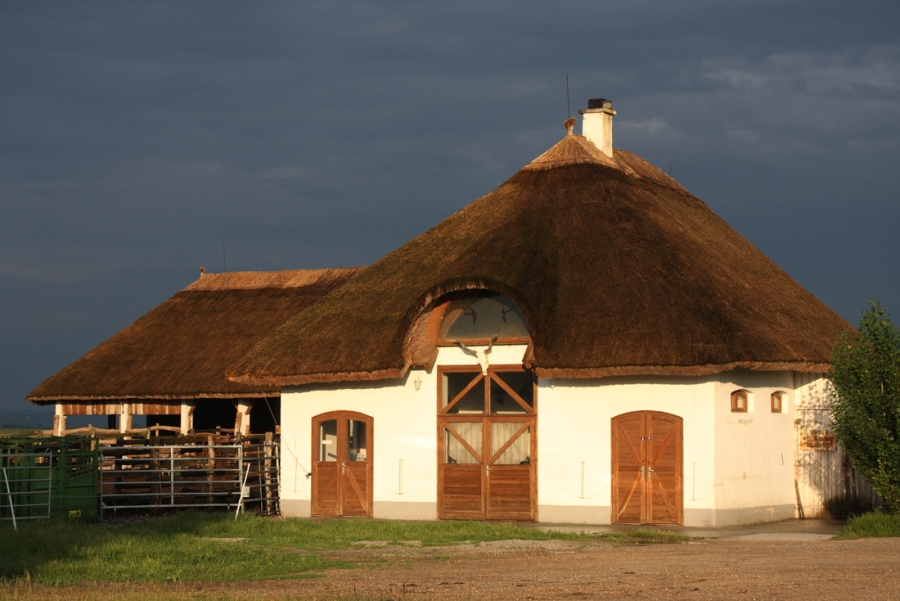
Gehöft Hídimajor

- Weltkriegsdenkmal

- Römisch-katholische Kirche Világ Királynője
- Ortszentrum
- Ehemaliger Bahnhof von Fertőújlak
- Gehöft Hídimajor

## Verkehr
Fertőújlak ist nur über die Landstraße Nr. 8521 zu erreichen. Es bestehen Busverbindungen über Sárrod nach Fertőd. Der nächstgelegene Bahnhof befindet sich in Fertőszéplak-Fertőd. Durch den Ort führt der Fernradweg EuroVelo 13.